# سيسالبينيا جلليسياي
سيسالبينيا جلليسياي (الاسم العلمي: Caesalpinia  gilliesii)، هو نبات ينتمي إلى بقولية (فصيلة: Fabaceae).